# Bianka Schwede
Bianka Schwede, född den 9 januari 1953 i Dresden i Tyskland, är en östtysk roddare.
Hon tog OS-guld i fyra med styrman i samband med de olympiska roddtävlingarna 1976 i Montréal.